# Dècada del 1500

## Esdeveniments
- S'atorga el dret a Sevilla de comerciar en exclusiva amb el nou món
- Descobriment de Rio de Janeiro i les Bermudes
- El Regne de Nàpols passa a domini aragonès
- Anvers esdevé la capital econòmica més dinàmica del món
- Auge dels bancs a Venècia, amb els comptes corrents per a la gent del poble
- Invenció de l'arcabús
- La baralla de cartes francesa usa els pals com en l'actualitat

## Personatges destacats
- Cèsar Borja
- Reis Catòlics
- Cristòfol Colom
- Michelangelo Buonarroti
- Nicolau Copèrnic
- Leonardo da Vinci
- Enric VII d'Anglaterra